# Toyota Corolla WRC
El Toyota Corolla es un vehículo de rally basado en el Toyota Corolla con homologación World Rally Car. Fue utilizado por el equipo oficial de Toyota desde 1997 hasta 1999. Debutó en el Rally de Finlandia de 1997 y obtuvo un título de constructores en 1999, cuatro victorias y treinta podios.

## Desarrollo
En 1996 Toyota cumplía una sanción impuesta por la FIA que le prohibía competir en el mundial de rallies debido a una irregularidad en los Toyota Celica GT4 durante la temporada 1995. A pesar de ello la marca japonesa regresó en 1997 con un nuevo coche el Toyota Corolla WRC, el primer vehículo de la casa nipona de la categoría World Rally Car. A pesar de tener varias opciones el Corolla Chassis E11 para el mercado europeo fue el escogido por tener una mejor rigidez de bastidor y una menor distancia entre ejes lo que suponía un comportamiento más ágil en caminos más angostos y con bastantes curvas. El Corolla WRC al igual que sus coetáneos, era un vehículo de motor turboalimentado, con tracción a las cuatro ruedas y también estaba basado en su homólogo de serie, del que sin embargo no disponía de estas características. Este hecho suponía para los ingenieros de la marca unas 400 horas de trabajo para adaptar el chasis del coche de calle a la competición donde la mayoría del trabajo se centraba en reforzar el bastidor, montar y soldar la jaula de seguridad y el montaje de las suspensiones y transmisión. El desarrollo del carro se llevó a cabo en las instalaciones de TTE (Toyota Team Europe) en Colonia Alemania y estuvo liderado por el jefe de diseño Dagobert Röhrer. El motor utilizado fue el Toyota 3S-GTE, el cual fue situado unos 20 mm más retrasado y con refuerzos en los soportes, era similar al utilizado en el Celica GT-4 y desarrollaba los 300 cv de potencia máximos permitidos por la normativa y un par motor de 500 Nm. A diferencia de su antecesor el Corolla desarrollaba su potencia de las 3.500 revoluciones a las 7.250, mientras que el Celica sólo llegaba a las 6.000. Esto daba al motor del Corolla una mayor elasticidad, importante sobre todo para los rallies de asfalto. Una de las grandes novedades del coche japonés era la introducción de una caja de cambios secuencial, aunque incluía la clásica en forma de H, por si esta fallaba. La palanca estaba conectada a la caja de cambios de manera electrónica. El coche introducía una transmisión con tres diferenciales electrohidráulicos, algo que luego se generalizó en los World Rally Cars posteriores. En cuanto al aspecto externo, el Corolla era un coche pequeño, más corto que sus oponentes de la época, algo que lo hacía más ágil, además la distribución del peso era más equilibrada, con el 54 % de su peso situado sobre el eje delantero, algo menos que con respecto al Celica.

## Competición

### Temporada 1997
El Corolla WRC debutó en el Rally de Finlandia de 1997 con Didier Auriol y Marcus Grönholm como autores, y además con buenas sensaciones dado que el finés llegó a liderar la prueba hasta que abandonó por problemas mecánicos. Por su parte Auriol fue octavo, piloto que corrió ese año cinco pruebas con el coche y logró el mejor resultado del año: un tercer puesto en el Rally de Australia, y por tanto también concedió al palmarés del Corolla WRC su primer podio. Grönholm por su parte, participó en el RAC donde terminó en la quinta posición.

### Temporada 1998
Tras un primer año de puesto a punto la marca afrontó la temporada de 1998 con Didier Auriol y Carlos Sainz, pilotos conocidos de la casa y que ya sabían lo que era conseguir el campeonato del mundo con Toyota, a los que se sumaron diferentes pilotos con participaciones esporádicas: Grönholm (Finlandia), Fujimoto (Indonesia), Andrea Aghini (San Remo), Freddy Loix (Portugal) y Armin Schwarz (RAC). El año comenzó con un triunfo en Montecarlo de la mano de Sainz que luego logró su segunda victoria con el Corolla WRC en Nueva Zelanda, mientras que Auriol consiguió también una victoria, en el Rally Cataluña, y tanto Sainz como el equipo fueron subcampeones. El momento más amargo fue sin duda, en la última prueba. En el Rally de Gran Bretaña, Sainz llegó con posibilidades de proclamarse campeón del mundo y tras el abandono tempranero del líder del mundial, Tommi Mäkinen, al español le bastaba con terminar cuarto para coronarse campeón. Sin embargo a 500 m de la meta el Toyota Corolla WRC dijo basta: una biela del motor se rompió y con ello las esperanzas del piloto de proclamarse campeón por tercera vez.

### Temporada 1999

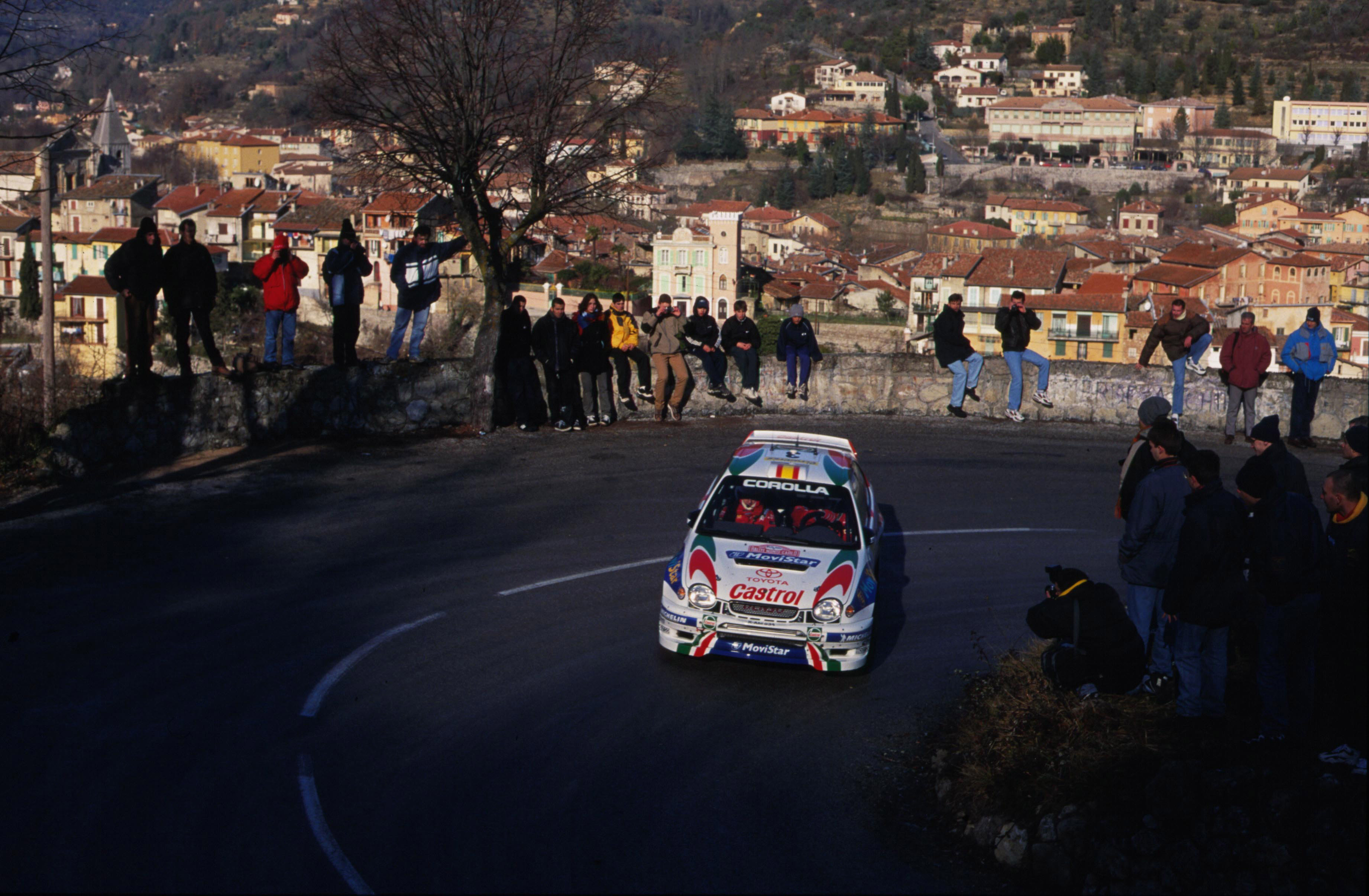
Carlos Sainz con el Corolla WRC en Montecarlo de 1999.

En 1999 los resultados del Corolla no fueron mejores que los del año anterior. Auriol logró la victoria en el Rally de China, la única del año para el coche y la última en su palmarés, varios podios y terminó tercero mientras que Sainz se subió al podio en ocho ocasiones y terminó quinto. La regularidad de ambos pilotos le permitió a la marca coronarse campeona del mundo por tercera vez en su historia. A pesar de ello ese, fue el último año de Toyota en el mundial puesto que abandonó la especialidad para centrarse en la Fórmula 1. El Corolla WRC siguió apareciendo en el campeonato del mundo pero en manos de pilotos privados con resultados modestos.

## Información técnica
Motor
- Motor: 1.972 cc con turbo.
- Cilindros: 4 en línea.
- Válvulas: 16
- Bore x stroke: 85.4 x 86.0 mm
- Potencia: 299 cv
- Par motor: 510 Nm

Dimensiones
- Largo: 4100 mm
- Ancho: 1770 mm
- Altura: 1365 mm
- Distancia entre ejes: 2465 mm
- Ancho de vía delantero: 1564 mm
- Ancho de vía trasero: 1556 mm
- Peso: 1.230 kg

Transmisión
- Tracción cuatro ruedas
- Marchas: 6 en secuencial

## Palmarés

### Campeonatos mundiales
| Año  | Título                                                 | Competidor          | Carreras | Victorias | Podios | Puntos |
| ---- | ------------------------------------------------------ | ------------------- | -------- | --------- | ------ | ------ |
| 1999 | Campeonato Mundial de Rally de la FIA de Constructores | Toyota Castrol Team | 30       | 1         | 15     | 109    |

### Victorias en el campeonato del mundo
| N.º | Año  | Rally                          | Piloto        |
| --- | ---- | ------------------------------ | ------------- |
| 1   | 1998 | Rally de Montecarlo de 1998    | Carlos Sainz  |
| 2   | 1998 | Rally Cataluña de 1998         | Didier Auriol |
| 3   | 1998 | Rally de Nueva Zelanda de 1998 | Carlos Sainz  |
| 4   | 1999 | Rally de China de 1999         | Didier Auriol |

## Galería

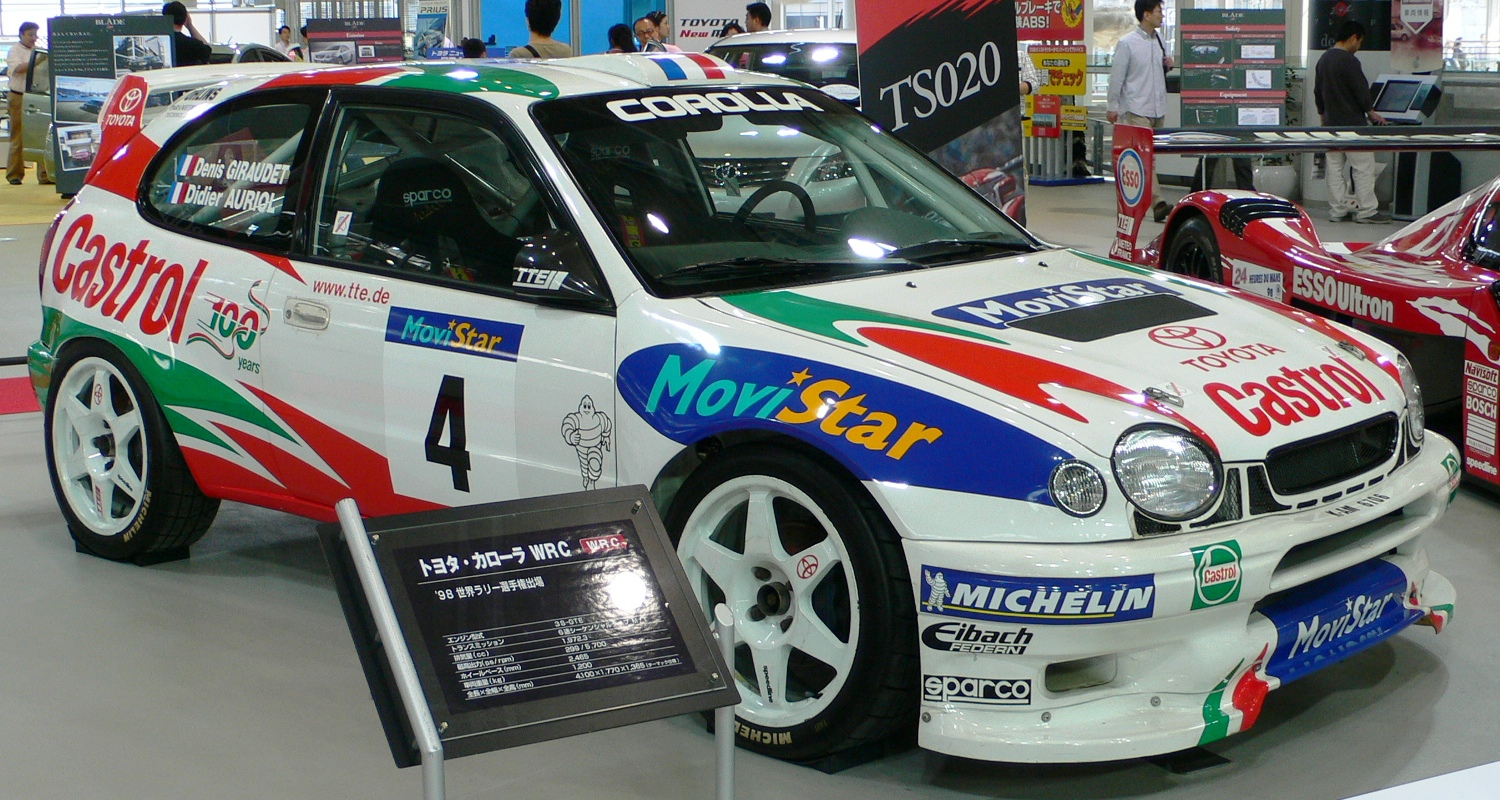
Toyota Corolla WRC
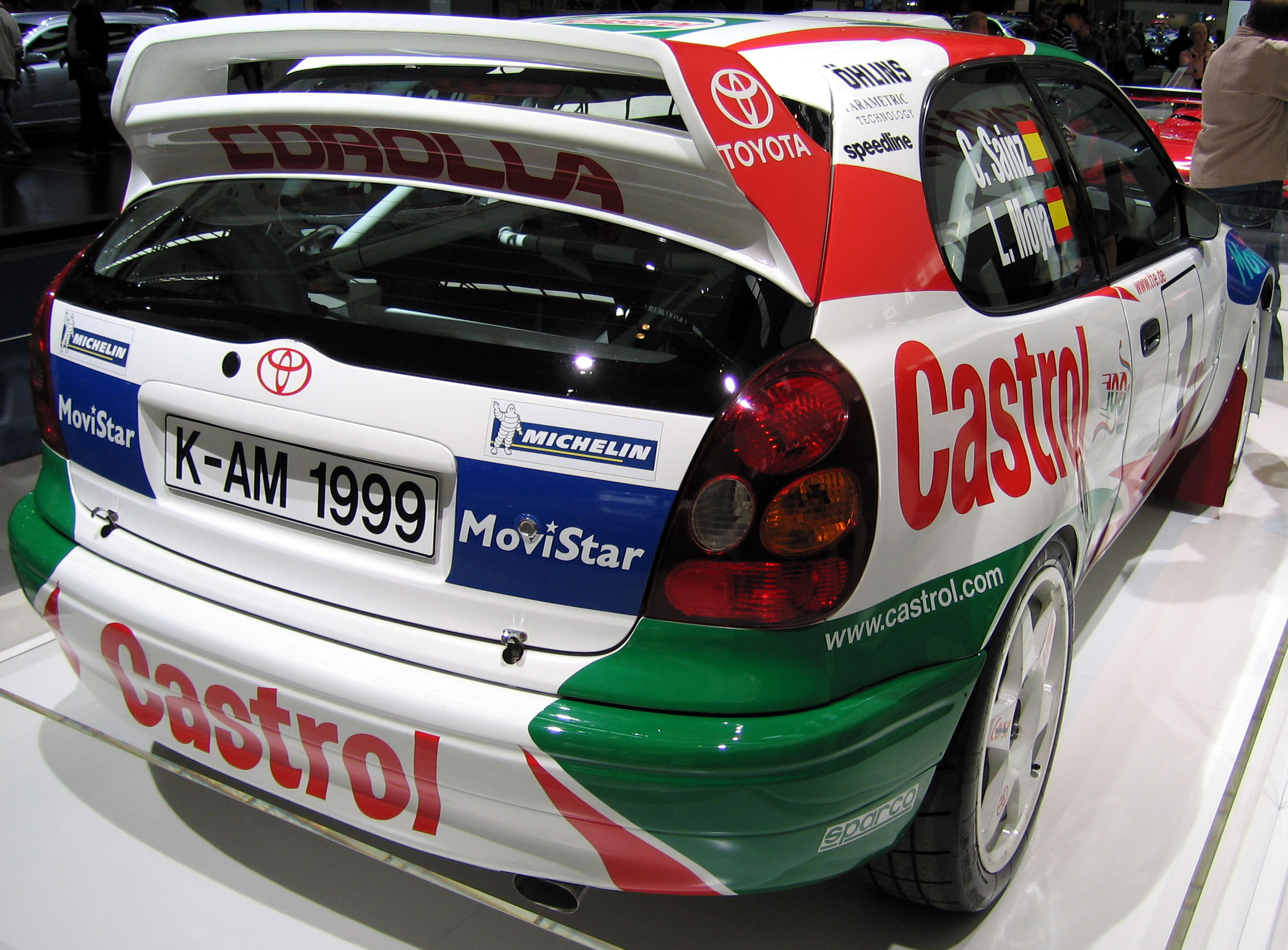
Toyota Corolla WRC
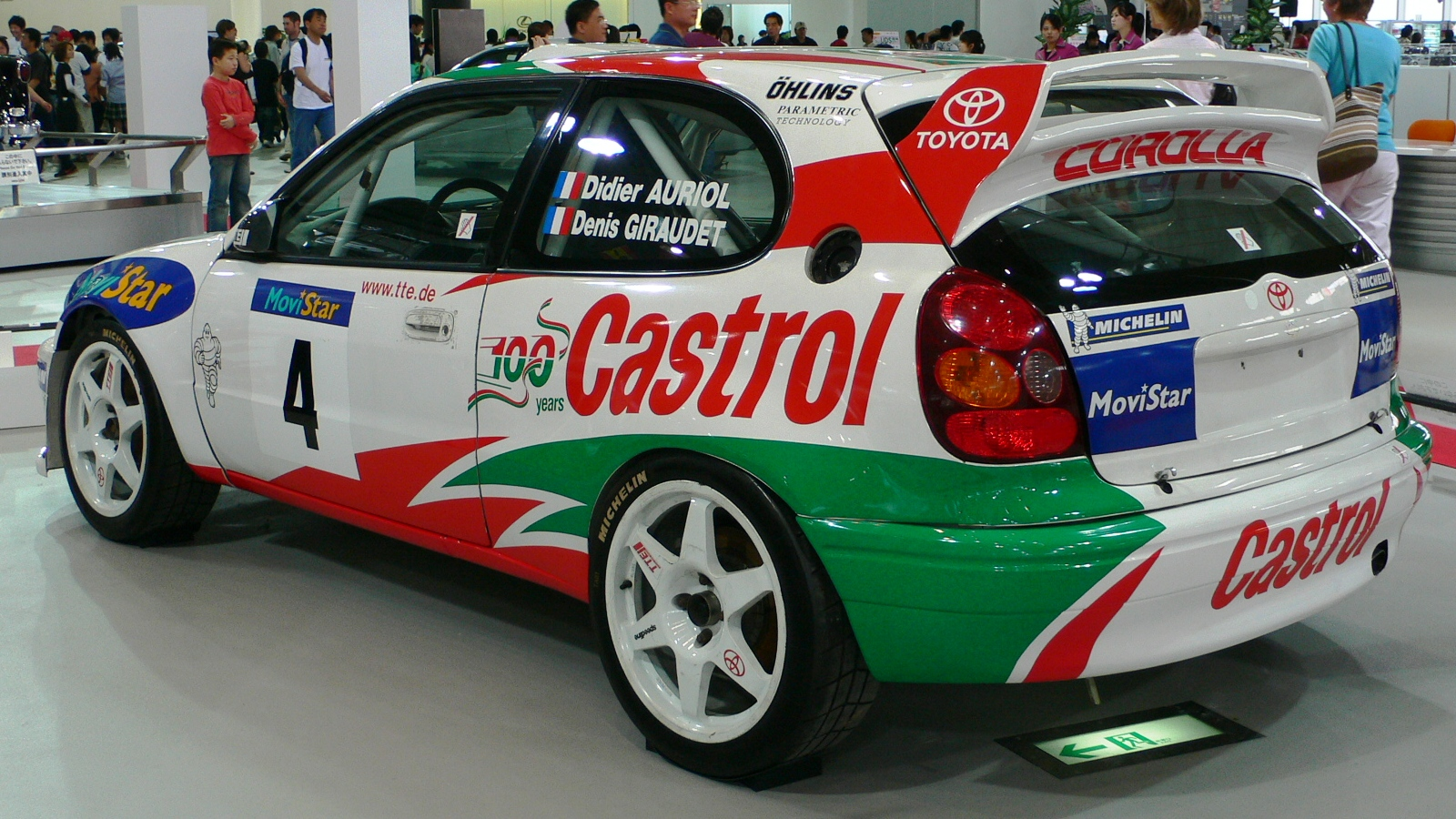
Toyota Corolla WRC